# Khin Nyunt
Khin Nyunt est un nom birman ; les principes des noms et prénoms ne s'appliquent pas ; U et Daw sont des titres de respect.
Le général Khin Nyunt (birman : ခင်ညွန့် ; MLCTS=hkang nywan. ; API : /kʰìn ɲun̰/) est un militaire et homme d'État birman né le 23 octobre 1939 à Kyauktan (région de Yangon). Il fut chef du Renseignement militaire de 1984 à 2004 et Premier ministre du 25 août 2003 au 18 octobre 2004.

## Biographie
Khin Nyunt est un sino-birman. Marié à une médecin, Daw Kin Win Shwe, il a une fille, Thin Le Le Win, et 2 fils, le lieutenant-colonel Zaw Naing Oo et le docteur Ye Naing Win, qui possède Bagan Cybertech, un des rares FAI du pays.
Après une carrière dans l'armée, il fut rappelé à Rangoun en 1984 après l'attaque d'une délégation sud-coréenne en visite dans le pays : plusieurs ministres coréens avaient été tués dans cette attaque, perpétrée le 8 octobre 1983 par des terroristes venus de Corée du Nord, ce qui avait porté un coup terrible à l'image internationale du pays. Khin Nyunt fut alors nommé chef du Renseignement militaire.
Du milieu des années 1980 à la fin des années 1990, Khin Nyunt fut considéré comme un protégé du général Ne Win, qui avait été obligé de se retirer de la vie politique en juillet 1988 mais jouait probablement encore un rôle important en coulisse.
Le soulèvement de 1988, qui dura de mars à septembre, fut maté par le Conseil d’État pour la restauration de la loi et de l’ordre, formé le 18 septembre 1988. Khin Nyunt fut son Premier secrétaire jusqu'en août 2003, quand il fut nommé Premier ministre.
Durant cette période, il signa des accords de cessez-le-feu avec certains des groupes rebelles des ethnies du nord et de l'est, autorisés en échange à continuer à cultiver l'opium (notamment avec Khun Sa et avec les Karens). Il engagea également un rapprochement avec l'Inde et devint l'interlocuteur privilégié des sociétés étrangères.
En 2003, peu après sa nomination au poste de Premier ministre, il annonça un plan en sept étapes pour le retour à la démocratie ; ce plan fut critiqué aussi bien par l'opposition que par plusieurs gouvernements étrangers, car il prévoyait une participation permanente des militaires au gouvernement. En outre, il ne prévoyait qu'une application progressive, par étapes successives, mais sans délai défini.
La première étape du plan était la convocation de la Convention nationale, réunie pour la première fois en janvier 1993, et qui était suspendue depuis le 30 mars 1996. La Convention nationale était supposée poser les bases d'une nouvelle constitution. Elle fut convoquée le 17 mai 2004 et à nouveau suspendue quelques semaines plus tard.
Cette initiative avait donné lieu à la production de toute une littérature sur le thème de la libéralisation du régime, où Khin Nyunt était présenté comme un modéré, pragmatique et conscient de la nécessité du dialogue avec l'opposition. Elle aurait suscité l'hostilité des hommes forts du régime, le président du Conseil d'État pour la paix et le développement (SPDC, successeur du Conseil d’État pour la restauration de la loi et de l’ordre), le général Than Shwe, et son vice-président, le général Maung Aye, opposés à tout affaiblissement de la mainmise de l'armée sur le pays et à tout dialogue avec Aung San Suu Kyi et la Ligue nationale pour la démocratie (NLD). Le fait est que le général Khin Nyunt n'a accompagné ses initiatives d'aucune libération de prisonniers politiques et que, selon les rapports des ONG de défense des droits de l'homme et des chancelleries occidentales, de nombreux leaders des minorités ethniques ont même été placés en détention et torturés tels U Khun Htun Oo de la Shan nationalities League for Democracy, et U Kyaw Min leader rohingya du National Democratic Party for Human Rights.
Le 18 octobre 2004, dans un communiqué d'une seule phrase, le général Than Shwe annonça que Khin Nyunt était « autorisé à se retirer pour raisons de santé ». Il fut arrêté le jour même (« mis sous protection »). Des accusations de corruption furent publiées quelques jours plus tard. L'élimination de Khin Nyunt traduisait la victoire de la faction de Than Shwe sur le Renseignement militaire au sein des Forces armées birmanes.
À partir du 5 juillet 2005, Khin Nyunt fut jugé par un tribunal spécial à la prison d'Insein, près de Rangoun, pour diverses accusations de corruption. Le 21 juillet, il fut condamné à 44 ans de prison (peine effectuée en fait sous forme d'assignation à résidence). Ses fils furent aussi condamnés à respectivement 51 et 68 ans de prison. On ignore si sa femme avait été inculpée.
Il a été amnistié le 13 janvier 2012.